# Martin Przybilski
Martin Przybilski (* 19. Dezember 1970 in Hamburg) ist ein deutscher germanistischer Mediävist.

## Wirken
Nach dem Abitur 1990 in Heide (Holstein) studierte Przybilski in Paderborn und Würzburg (M.A. 1996, Promotion 1999). Von 2003 bis 2009 war er Juniorprofessor für Ältere deutsche Philologie – Literatur des Mittelalters an der Universität Trier. Seit 2009 ist er Universitätsprofessor für Ältere deutsche Philologie – Literatur des Mittelalters an der Universität Trier. Von 2009 bis 2015 war er geschäftsführender Leiter des Historisch-Kulturwissenschaftlichen Forschungszentrums Trier (HKFZ) und von 2015 bis 2019 Vizepräsident für Studium, Lehre und Weiterbildung der Universität Trier. Von Oktober 2019 bis März 2020 war er Fellow am Käte Hamburger Kolleg „Recht als Kultur“ in Bonn.
Przybilskis Schwerpunkte in Lehre und Forschung sind hochmittelalterliche Literatur, Wolfram von Eschenbach, Nürnberger Fastnachtspiel, jüdisch-christlicher Kulturtransfer im deutschen Mittelalter, Kulturgeschichte der deutschen Literatur im Mittelalter, historische Geschlechterstudien, Darstellung und Codierung von Affektivität in der Vormoderne, Editionsphilologie, Fiktionalität des höfischen Romans und Wissensraum „Krieg“.

## Schriften (Auswahl)
- Sippe und geslehte. Verwandtschaft als Deutungsmuster im „Willehalm“ Wolframs von Eschenbach. Wiesbaden 2000, ISBN 3-89500-171-6.
- Kulturtransfer zwischen Juden und Christen in der deutschen Literatur des Mittelalters. Berlin 2010, ISBN 978-3-11-022551-8.
- (Hrsg.): Studien zu ausgewählten Fastnachtspielen des Hans Folz. Struktur – Autorschaft – Quellen. Wiesbaden 2011, ISBN 3-89500-790-0.
- mit Natalia Filatkina (Hrsg.): Orte – Ordnungen – Oszillationen. Raumerschaffung durch Wissen und räumliche Struktur von Wissen. Wiesbaden 2011, ISBN 978-3-89500-815-3.
- mit Carsten Schapkow (Hrsg.): Konversion in Räumen jüdischer Geschichte. Wiesbaden 2014, ISBN 3-95490-019-X.
- mit Stefan Hannes Greil (Hrsg.): Nürnberger Fastnachtspiele des 15. Jahrhunderts von Hans Folz und aus seinem Umkreis. Edition und Kommentar. Berlin/Boston 2020, ISBN 978-3-11-044620-3.